# Keklik Yücel
Keklik Demir-Yücel (Cevizli (Turkije), 5 mei 1968) is een Nederlands voormalig politicus van de PvdA. Zij was van 9 februari 2010 tot en met 31 mei 2010 in een tijdelijke vervanging van Chantal Gill'ard lid van de Tweede Kamer. Van 20 september 2012 tot 23 maart 2017 was zij opnieuw Tweede Kamerlid.

## Biografie

### Opleiding en studie
Yücel is van Turkse afkomst. Zij volgde opleidingen aan het LEAO en MEAO (richting Bedrijfsadministratie), waarna ze werkzaam was bij een uitgeverij. In 2000 studeerde zij af aan het HBO (richting Personeel en Arbeid). Zij trad daarna in dienst van de gemeente Deventer, waar zij tot 2012 een aantal functies bekleedde. Zij studeerde bestuurskunde aan de Vrije Universiteit in Amsterdam, waar zij in 2004 afstudeerde.

### Tweede Kamerlid
Yücel stond 49e op de kandidatenlijst van de PvdA voor de Tweede Kamerverkiezingen van 2006 en werd derhalve niet verkozen. Voor de Tweede Kamerverkiezingen van 2010 werd ze aanvankelijk ook niet verkozen; op de tijdelijke vervanging na. Bij de verkiezingen van 2012 stond ze op de 26ste plek op de PvdA-lijst, waarmee ze is teruggekomen in de Tweede Kamer. In de Tweede Kamer had Yücel de portefeuille medisch-ethische zaken, ontwikkelingssamenwerking en emancipatie- en sociale zaken.
Op 10 mei 2016 werd haar account verwijderd door Facebook, na publicatie van een kritisch stuk over 'de lange arm van Erdogan' op haar Facebook-pagina, waarna digitale burgerrechtenbeweging Bits of Freedom kritische kanttekeningen plaatste bij de vrijheid van meningsuiting op Facebook. Volgens Facebook had de verwijdering niets te maken met het kritische stuk over Erdogan. Het bedrijf gaf verder niet aan wat wel de oorzaak was.
Bij de verkiezingen van 2017 stond Yücel op de zestiende plek van de PvdA-lijst. Dit was niet hoog genoeg om herkozen te worden.

## Persoonlijk
Yücel is woonachtig in Deventer.
- Parlement.com: vicnlcne4jzp